# 喉声
喉声（のどごえ）とは、力のこもった無理のある発声であり、「喉を詰めた声」や「喉っぽい声」である。

## 概要
主に高い声を多少無理をして出すとき、舌骨近辺の筋肉が収縮し、喉頭が顎骨のほうへ持ち上がる。この状態を「喉が上がる」「喉を詰める」などという。ただし喉頭の位置が高くとも舌骨の筋群の働きが弱いときは喉声とされない。このときの声はノイジーであったり仮声的だったりするが、何より母音の構音が崩れるため、敬遠される。
声門の開閉が不規則だったりして、声が荒く、ノイジーに聞こえることがある。これを「喉っぽい声」などという（喉が上がっていないことも多い）。
喉頭は上がっていないが、喉（咽頭）が狭く、母音が浅い、共鳴が十分でない声などを、喉声ということがある。
稀に、フランジリンボイス（咽頭の声）のことを指すことがある。上記の3つとの関連はない。フランジリンボイスとは、頭にも胸にもあまり響かない、強く、金属的ともいわれる声で、頭声あるいは中声に含まれることが多い。